# Golfo Aranci
Golfo Aranci – miejscowość i gmina we Włoszech, w regionie Sardynia, w prowincji Sassari. Posiada port morski, który oferuje połączenia promowe do Livorno na głównym lądzie Włoch. Ok. 25 km na południe leży słynne Wybrzeże Szmaragdowe.
Według danych na rok 2004 gminę zamieszkiwało 1958 osób, 52,9 os./km².